# Elfstedentocht

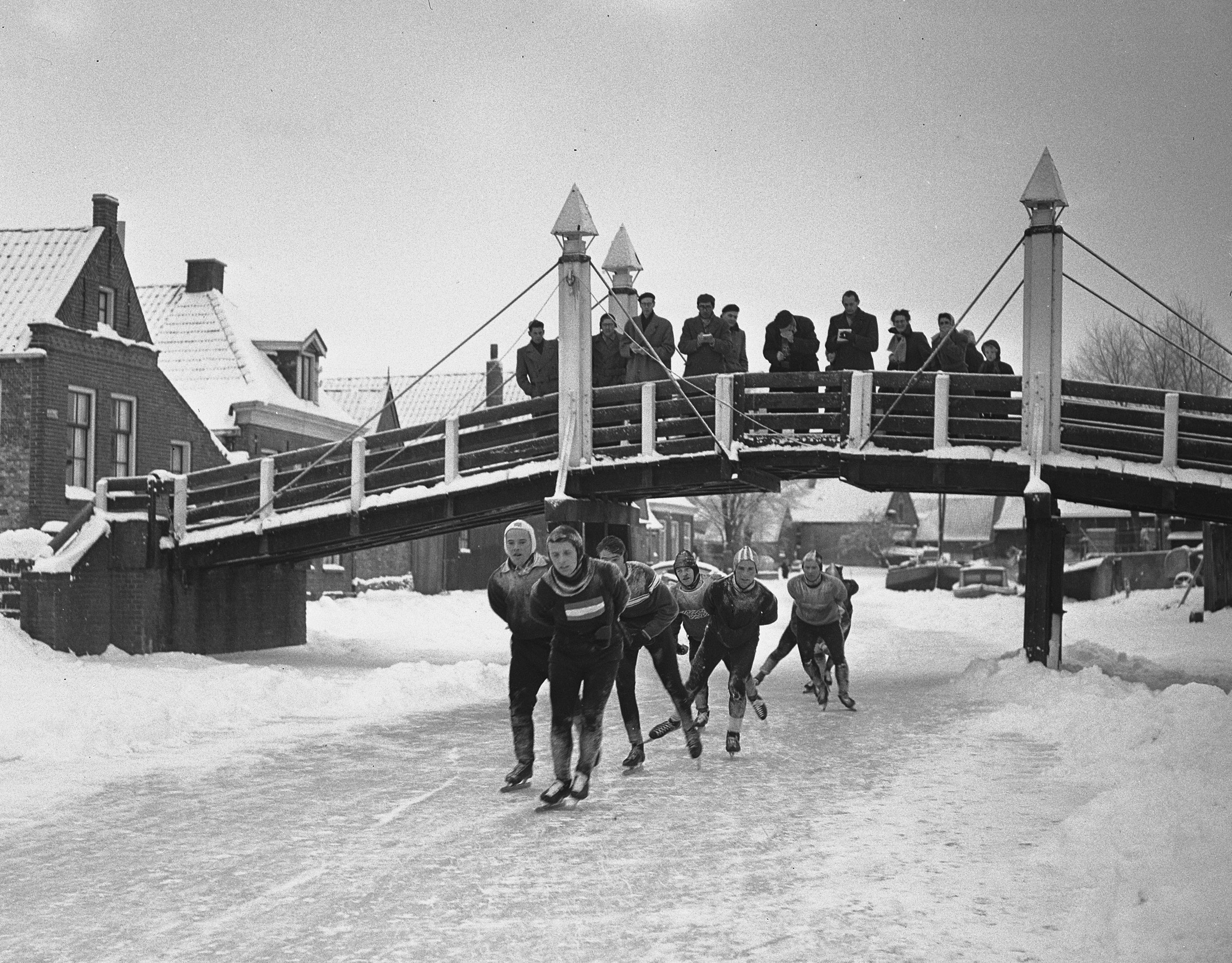
Un momento dell'Elfstedentocht del 1956 a Hindeloopen

L'Elfstedentocht (nella lingua della Frisia Occidentale, Alvestêdetocht, "tour delle undici città"), è la più lunga gara al mondo di pattinaggio di velocità e il tour più lungo e partecipato al mondo di pattinaggio su ghiaccio. Si tiene lungo un percorso ad anello composto da laghi, fiumi e canali lungo circa 200 km nella provincia della Frisia nei Paesi Bassi e tocca le undici città storiche della Frisia: Leeuwarden, Sneek, IJlst, Sloten, Stavoren, Hindeloopen, Workum, Bolsward, Harlingen, Franeker e Dokkum.
La cadenza è irregolare perché è necessario che il ghiaccio abbia uno spessore minimo di 15 centimetri lungo tutto il percorso affinché il tour possa avere luogo, e ciò dipende dalle condizioni climatiche. A partire dal 1909 il tour è stato corso 15 volte, l'ultima nel 1997.

## Storia
Il pattinaggio sul ghiaccio è da sempre uno sport molto amato nei Paesi Bassi, e nella provincia della Frisia in particolare in passato pattinare lungo i canali ghiacciati era anche il modo più veloce per spostarsi tra una città e l'altra durante l'inverno, dal momento che in pochi potevano permettersi un cavallo. Già secoli fa alcuni pattinatori riuscirono nell'impresa di raggiungere tutte le undici città storiche della Frisia in un solo giorno: una poesia scritta nel 1749 da Boelardus Augustinus van Boelens racconta di un ragazzo di nome Pier da Bolsward che vi era riuscito pochi anni prima.
Nell'inverno tra il 1890 e il 1891 un centinaio di persone si organizzarono spontaneamente per effettuare un tour della undici città completandolo. Tra di loro vi era anche Willem (detto Pim) Mulier, un pioniere dello sport a cui si deve l'introduzione delle competizioni di tennis, cricket e hockey nei Paesi Bassi. Egli ebbe l'idea di trasformare il tour amatoriale in una gara organizzata, e il 2 gennaio 1909 l'Associazione di Pattinaggio su ghiaccio della Frisia (Friesche Ijsbond) diede vita alla prima edizione ufficiale dell'Elfstedentocht, a cui presero parte 22 pattinatori.
Secondo il progetto iniziale la gara del 1909 avrebbe dovuto essere un evento isolato, ma Mindert Evert Hepkema, l'allora procuratore di Leeuwarden, intuì le potenzialità di quella maratona di pattinaggio e il 15 gennaio 1909 fondò la Vereniging de Friesche Elf Steden (Associazione delle Undici Città della Frisia). Obiettivo dell'associazione era quello di promuovere lo sport del pattinaggio su ghiaccio nella provincia e di organizzare il Tour delle Undici Città tutte le volte che le condizioni meteo lo avessero reso possibile. Hepkema rimase presidente dell'associazione fino alla sua morte nel 1947.
A partire dal 1909 l'Elfstedentocht ha avuto luogo quindici volte, l'ultima nel 1997. Alla successiva edizione, nel 1912, presero parte 61 persone, 43 delle quali arrivarono al traguardo. Tra di esse vi era anche Jikke Gaastra, la prima donna a partecipare al tour. Vincitore della gara fu il pattinatore professionista Coen de Koning, che nel 1905 aveva vinto il campionato del mondo di pattinaggio su ghiaccio e che si aggiudicò l'Elfstedentocht anche nella successiva edizione del 1917.

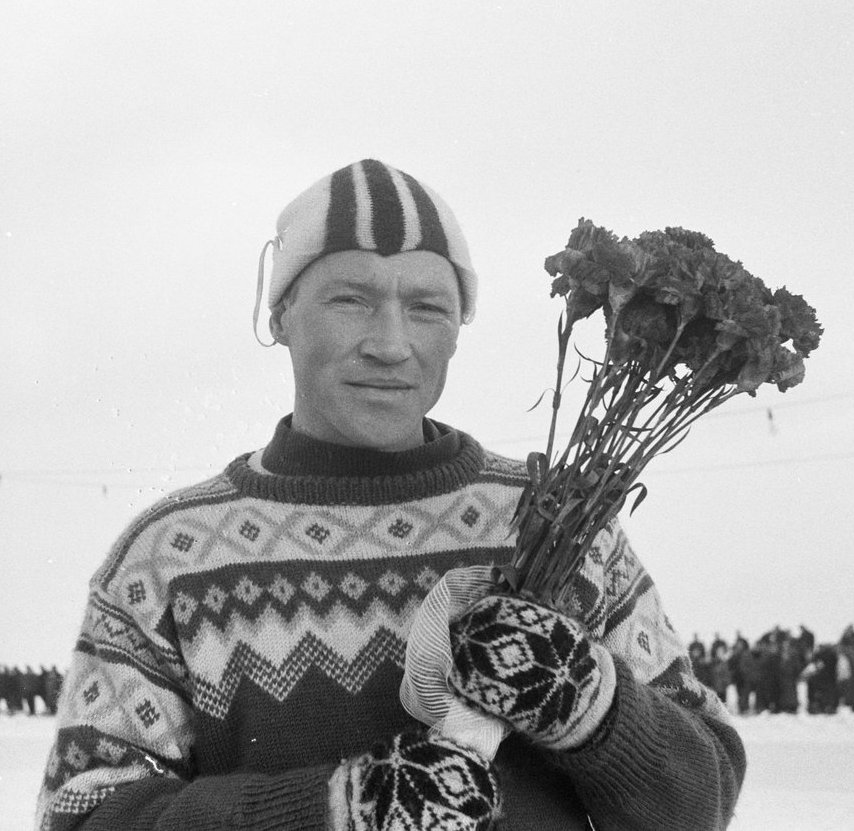
Reinier Paping, vincitore della gara del 1963

Tra il 1939 e il 1942 vi furono una serie di inverni particolarmente rigidi, che permisero lo svolgersi della gara per tre anni di seguito nonostante il periodo di guerra. Nell'edizione del 1940 ben cinque pattinatori arrivarono insieme al traguardo e tutti e cinque ricevettero la medaglia di primo classificato.
In seguito la possibilità di avere più di un vincitore fu vietata dal regolamento, ma nel 1956 i cinque pattinatori di testa, che avevano corso insieme per gran parte della gara, decisero ugualmente di tagliare insieme il traguardo, forse perché nessuno di loro si sentiva sicuro delle proprie possibilità di vittoria. Per questo motivo il loro risultato non fu ratificato e durante tale edizione non fu proclamato alcun vincitore.
L'edizione del 1963 fu probabilmente la più dura, tanto da essere ricordata come "l'inferno del '63": a causa del freddo intenso che arrivò a toccare i −18 °C, del forte vento e della neve, dei 9862 corridori che presero il via a Leeuwarden solo 127 arrivarono a tagliare il traguardo. Molti dei partecipanti riportarono congelamenti, fratture e cecità da neve. Reinier Paping, che tagliò il traguardo in 10 ore e 59 minuti, con 22 minuti di vantaggio sul secondo classificato, fu acclamato come un eroe nazionale. L'Elfstedentocht del 1963 ha ispirato un film drammatico olandese del 2009 con Willeke van Ammelrooy intitolato De Hel van '63.
Tra l'edizione del 1963 e la successiva, tenutasi nel 1985, passarono ben 22 anni e nel frattempo vi furono notevoli miglioramenti nell'abbigliamento sportivo, nelle caratteristiche dei pattini e nelle tecniche di allenamento. L'annuncio che la corsa si sarebbe tenuta scatenò l'entusiasmo nel paese e oltre 15 000 pattinatori si presentarono al via. Il vincitore Evert van Benthem completò la corsa in sole 6 ore a 47 minuti, tempo che rappresenta ancora oggi il record dell'Elfstedentocht, anche se in realtà non è possibile fare un vero paragone in quanto la lunghezza e le caratteristiche meteo della corsa cambiano da edizione a edizione.
Al tour del 1986 prese parte un pattinatore d'eccezione: l'allora principe della corona e successivo sovrano dei Paesi Bassi Guglielmo Alessandro, che si iscrisse con lo pseudonimo di W.A. van Buren. Il principe completò la corsa entro il tempo limite e ricevette la croce delle undici città destinata a coloro che riescono nell'impresa di completare il percorso. In tale occasione Evert van Benthem bissò il successo dell'anno precedente.
L'edizione del 1997 è stata l'ultima a essere tenuta. Tale edizione è ricordata per la squalifica del campione olimpico di pattinaggio Piet Kleine, che giunse al traguardo tra i primi cinque classificati ma che aveva dimenticato di farsi timbrare la scheda di partecipazione in una delle città attraversate.

## La corsa
Il regolamento prevede che la gara abbia inizio alle 5:30 del mattino a Leeuwarden, capoluogo della provincia, e segua in senso orario un percorso ad anello di una lunghezza complessiva di circa 200 chilometri lungo il quale saranno toccate le undici città storiche della Frisia: oltre a Leeuwarden, nell'ordine Sneek, IJlst, Sloten, Stavoren, Hindeloopen, Workum, Bolsward, Harlingen, Franeker e Dokkum. Inizialmente il traguardo era situato nel centro di Leeuwarden, mentre nelle ultime edizioni si è preferito posizionarlo sul canale di Bonkevaart, presso il villaggio di Lekkum, poco distante dal capoluogo.
Alla gara vera e propria partecipano circa 300 pattinatori, mentre oltre 16 000 amatori prendono parte alla corsa non competitiva. Per questo motivo, per garantire le condizioni di sicurezza, il tour può avere luogo solo se il ghiaccio raggiunge uno spessore minimo di 15 centimetri lungo tutto il percorso. Affinché questo avvenga deve essere raggiunta una temperatura di almeno −10 °C per diversi giorni di seguito. Se le condizioni sono favorevoli la gara viene annunciata e ha luogo nel giro di 48 ore, mentre nel paese si scatena una sorta di febbre: appassionati di pattinaggio da tutti i Paesi Bassi prenotano gli alberghi della provincia mentre milioni di altre persone si preparano a seguire la gara da casa.

### Il percorso di gara

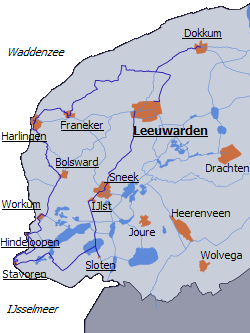
Il percorso dell'Elfstedentocht del 1997 (pattinato in senso orario, come nel 1985, 1986, 1997)

Il tour segue un percorso ad anello che parte da Leeuwarden, capoluogo della Frisia, e si conclude nella stessa città dopo aver toccato le altre dieci città storiche della provincia. La lunghezza del percorso può variare leggermente, in funzione della qualità del ghiaccio lungo i fiumi e i canali da percorrere. Le distanze indicate nella tabella si riferiscono all'edizione del 1997.
| Città                  | Distanza dalla partenza (km) |
| ---------------------- | ---------------------------- |
| Leeuwarden (partenza)  | 0                            |
| Sneek                  | 22                           |
| IJlst                  | 26                           |
| Sloten                 | 40                           |
| Stavoren               | 66                           |
| Hindeloopen            | 77                           |
| Workum                 | 86                           |
| Bolsward               | 99                           |
| Harlingen              | 116                          |
| Franeker               | 129                          |
| Dokkum                 | 174                          |
| Leeuwarden (traguardo) | 199                          |

### Regolamento

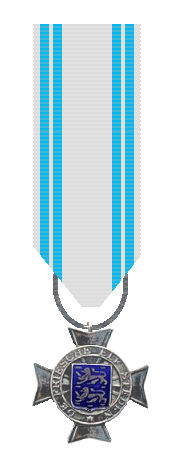
La croce delle undici città vinta dal principe Guglielmo Alessandro

Tutti i pattinatori devono essere membri della De Koninklijke Vereniging de Friesche Elf Steden (Reale Associazione delle Undici Città della Frisia). Se i pattinatori che vogliono prendere parte alla corsa non competitiva sono troppi, l'Associazione seleziona i partecipanti tramite una lotteria dal momento che, per motivi di sicurezza e stabilità del ghiaccio, il numero complessivo non può superare i 20 000 iscritti.
Durante il percorso i pattinatori devono collezionare un timbro in ognuna delle città attraversate, altri timbri dovranno essere raccolti lungo il percorso, in punti di controllo segreti. Tutti i partecipanti che arrivano al traguardo entro il tempo limite (pari al 120% del tempo del vincitore per i pattinatori competitivi e alla mezzanotte per i partecipanti alla corsa non competitiva) ricevono la croce delle undici città, una medaglia disegnata nel 1909 che consiste in una croce maltese con al centro lo stemma della Signoria di Frisia e le parole De Friesche Elf Steden. Oltre alla Croce i primi undici uomini e le prime cinque donne a tagliare il traguardo ricevono una medaglia. Il vincitore inoltre riceve il trofeo Pim Mulier, che consiste in un grande piatto d'argento, e una ghirlanda, mentre la vincitrice tra le donne riceve un calice d'argento, un trofeo d'argento e una ghirlanda.
I nomi dei vincitori sono inoltre incisi sul piedistallo della statua conosciuta come De Elstedenrijder realizzata nel 1966 dalla scultrice olandese Auke Hettema e situata di fronte alla pista di pattinaggio di Leeuwarden.

## Vincitori
Nella maggior parte delle edizioni i vincitori dell'Elfstedentocht non furono sportivi professionisti ma semplici appassionati. Eccezione fu Coen de Koning, vincitore della gara nel 1912 e nel 1917, che nel 1905 aveva vinto il campionato del mondo di pattinaggio di velocità.
Le donne furono ammesse alla gara vera e propria solo a partire dal 1985, mentre in precedenza potevano prendere parte unicamente alla corsa non competitiva. La prima donna a tagliare il traguardo nel 1985 fu Lenie van der Hoorn, mentre nelle due edizioni successive furono rispettivamente Tineke Dijkshoorn e Klasina Seinstra. A partire dalla prossima edizione dell'Elfstedentocht ci sarà una gara separata per le donne e per la prima volta sarà anche proclamata una vincitrice.

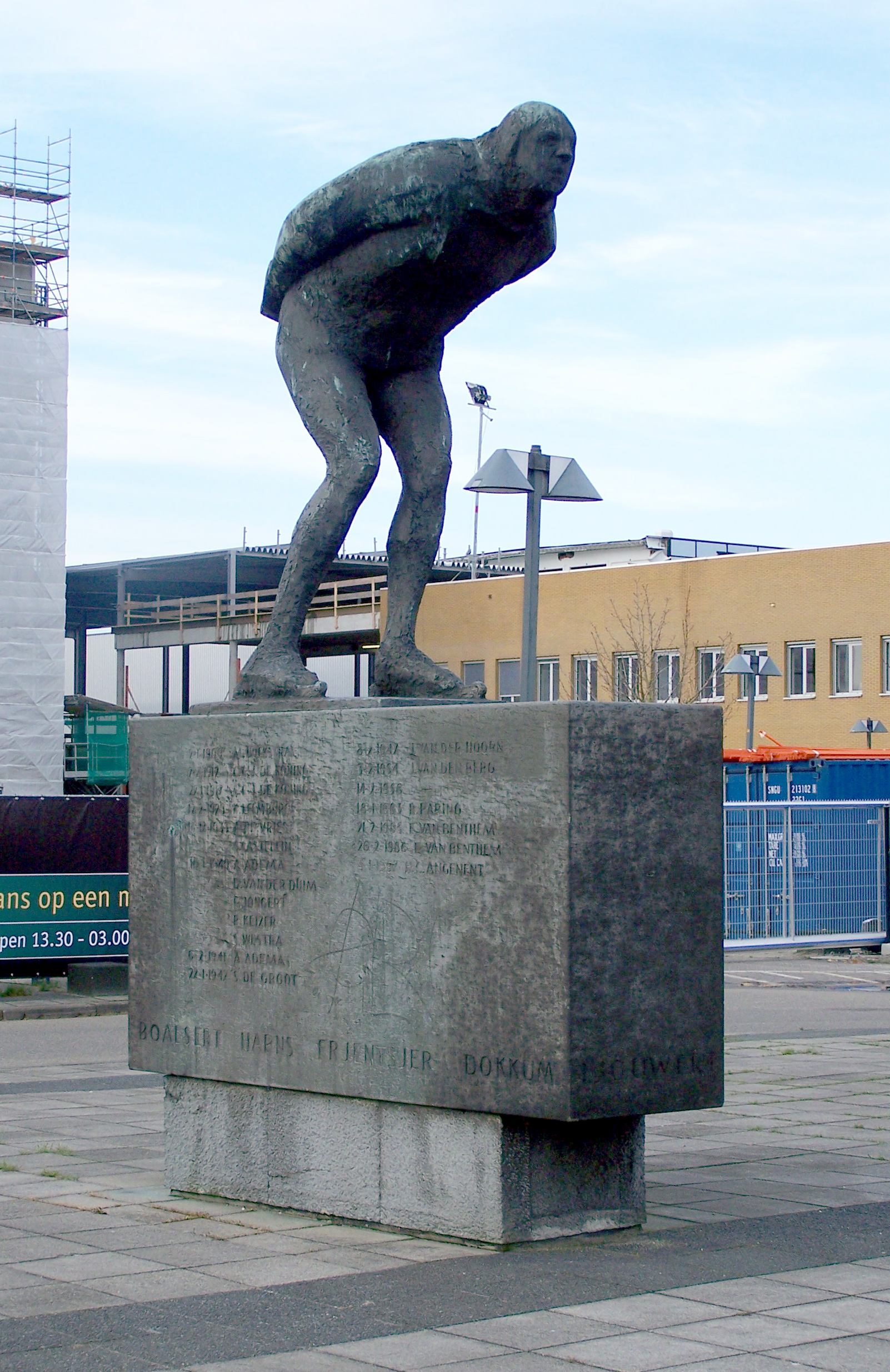
La scultura sul cui piedistallo sono incisi i nomi dei vincitori dell'Elfstedentocht

| Data             | Temperatura     | Vincitore                                                               | Tempo     | Distanza | Velocità media | Anni dal tour precedente |
| ---------------- | --------------- | ----------------------------------------------------------------------- | --------- | -------- | -------------- | ------------------------ |
| 2 gennaio 1909   | non disponibile | Minne Hoekstra                                                          | 13 h 50 m | 189 km   | 13,7 km/h      | —                        |
| 7 febbraio 1912  | +3,8 °C         | Coen de Koning                                                          | 11 h 40 m | 189 km   | 16,2 km/h      | 3                        |
| 27 gennaio 1917  | −1,8 °C         | Coen de Koning                                                          | 9 h 53 m  | 189 km   | 19,1 km/h      | 5                        |
| 12 febbraio 1929 | −10,1 °C        | Karst Leemburg                                                          | 11 h 09 m | 191 km   | 17,1 km/h      | 12                       |
| 16 dicembre 1933 | −2,0 °C         | Abe de Vries e Sipke Castelein                                          | 9 h 05 m  | 195 km   | 19,7 km/h      | 5                        |
| 30 gennaio 1940  | −6,1 °C         | Piet Keijzer, Auke Adema, Cor Jongert Durk van der Duim e Sjouke Westra | 11 h 34 m | 198,5 km | 17,3 km/h      | 6                        |
| 7 febbraio 1941  | 0,0 °C          | Auke Adema                                                              | 9 h 19 m  | 198,5 km | 21,3 km/h      | 1                        |
| 22 gennaio 1942  | −11,7 °C        | Sietze de Groot                                                         | 8 h 44 m  | 198 km   | 22,7 km/h      | 1                        |
| 8 febbraio 1947  | −8,5 °C         | Jan van der Hoorn                                                       | 10 h 51 m | 191 km   | 17,6 km/h      | 5                        |
| 3 febbraio 1954  | −5,4 °C         | Jeen van den Berg                                                       | 7 h 35 m  | 198,5 km | 26,2 km/h      | 7                        |
| 14 febbraio 1956 | −4,9 °C         | nessun vincitore dichiarato                                             | —         | 190,5 km | —              | 2                        |
| 18 gennaio 1963  | −7,7 °C         | Reinier Paping                                                          | 10 h 59 m | 196,5 km | 17,9 km/h      | 7                        |
| 21 febbraio 1985 | +0,3 °C         | Evert van Benthem                                                       | 6 h 47 m  | 196,8 km | 29,0 km/h      | 22                       |
| 26 febbraio 1986 | −6,9 °C         | Evert van Benthem                                                       | 6 h 55 m  | 199,3 km | 28,8 km/h      | 1                        |
| 4 gennaio 1997   | −3,6 °C         | Henk Angenent                                                           | 6 h 49 m  | 199,6 km | 29,3 km/h      | 11                       |